# Заречье (Кошкинский район)
Заре́чье — посёлок в Кошкинском районе Самарской области. Входит в состав сельского поселения Четыровка.

## География
Посёлок находится на расстоянии примерно 2 км (по прямой) к юго-востоку от села Кошки, административного центра района.

## История
Посёлок основан в начале XX века при расселении соседних населенных пунктов. С 1988 года — центр дачного массива жителей села Кошки.

## Население
| 2010 |
| ---- |
| 4    |

### Национальный состав
Согласно результатам переписи 2002 года, в национальной структуре населения русские составляли 69 % из 13 чел., чуваши — 31 %.